# Budča
Budča és un poble i municipi d'Eslovàquia que es troba a la regió de Banská Bystrica.

## Història
La primera menció escrita de la vila es remunta al 1225.

## Demografia
| Godina             | 1994 | 2004    | 2014   | 2024   |
| ------------------ | ---- | ------- | ------ | ------ |
| Nombre de persones | 979  | 1181    | 1295   | 1370   |
| Diferència         |      | +20,63% | +9,65% | +5,79% |

| Godina             | 2023 | 2024   |
| ------------------ | ---- | ------ |
| Nombre de persones | 1379 | 1370   |
| Diferència         |      | −0,65% |